# 尉諾
尉 諾（うつ だく、生没年不詳）は、北魏の軍人・官僚。本貫は代郡。

## 経歴
尉古真や尉太真の弟にあたる。若くして道武帝に近侍し、忠謹で知られた。後燕に対する征戦に参加して、中山城の包囲の先頭に立ち、片眼を傷つけた。平東将軍の号を受け、安楽子の爵位を受けた。402年（天興5年）、柴壁の戦いに参加して後秦の姚平を討ち、凱旋すると国部大人に任じられた。明元帝の初年、幽州刺史となり、東統将軍の号を加えられ、侯に爵位を進めた。その後、418年（泰常3年）、長孫道生が北燕を攻撃したとき、尉諾は驍騎将軍の延普とともに遼西に進軍した。寧東将軍に転じ、爵位は武陵公に進んだ。尉諾の幽州における統治は善政で知られた。太武帝のとき、薊県の張広達ら200人あまりが平城の宮殿を訪れて請願したため、尉諾は再び安東将軍・幽州刺史に任じられ、遼西公に改封された。延和年間に死去した。

## 子女
- 尉眷（長男）
- 尉地干（明元帝のときに左機令、太武帝が即位すると庫部尚書・散騎常侍・左光禄大夫・領侍輦郎、平涼の赫連昌に対する征戦に参加して戦死）
- 尉侯頭（庫部尚書）
- 尉力斤（御史中尉、并州刺史、冠軍将軍、晋陽侯）
- 尉焉陳（尚書、安楽侯）
- 尉歓（八男、襲爵）

## 伝記資料
- 『魏書』巻26 列伝第14
- 『北史』巻20 列伝第8